# Narodni park Yellowstone
Narodni park Yellowstone je najstarejši (1872-danes) nacionalni park na svetu, ki ga letno obišče okoli 3 milijone obiskovalcev. Ti obiskovalci pridejo v Yellowstone, da bi si ogledali ostanke starodavnega izbruha vulkana, največjega v zgodovini Zemlje.

### Narodni park Yellowstone
Narodni park Yellowstone je bil 1. marca leta 1872 proglašen za narodni park. Nahaja se v Združenih državah Amerike, natančneje  v zveznih državah Wyoming, Montana in Idaho. Park je velik kar 8,983 km² in obsega različna manjša jezera, reke in na zahodu tudi hribovja.
Največje izmed jezer je jezero Yellowstone, ki leži na 2,376 m nadmorske višine in je veliko kar 352 km² . V povprečju je globoko 42 m, na najglobljih delih pa doseže globino tudi do 118 m. Jezero ima tudi šest manjših otokov. Da v jezeru ne bi zmanjkalo vode, skrbi reka Yellowstone, ki teče tudi po Canyonu. Čez zimo jezero prekrije 1 meter ledu. Jezero ne zmrzne le na tistih delih, kjer se nahajajo gejzirji. Zmrznjeno ostane do maja ali pa do začetka junija.
V parku živi na tisoče živali. To so medvedi, volkovi, veliko rib in veliko vrst ptičev. V parku je dovoljeno loviti ribe, kampirati, se voziti s čolni po jezeru, pozimi pa je dovoljena tudi vožnja z motornimi sanmi.

## Geologija

### Zgodovina
Ko je vulkan Yellowstone izbruhnil, je ustvaril kaldero s premerom 65 km. Njegov izbruh (ki je pravzaprav eksplozija) primerjajo z eksplozijo kupa TNT-ja, velikega kot Anglija in visokega 13 km - kot najnižji oblaki. Predvidevajo, da bi ob ponovnem izbruhu vulkana Yellowstone pomrlo več kot 95 % vseh ljudi na Zemlji, ob tem da pred izbruhom ne bi imeli praktično nobenega opozorila. Predvidevajo, da vulkan izbruhne približno na vsakih 600.000 let, zadnjič pa je izbruhnil pred malo manj kot 640.000 leti.

### Gejzirji
V nacionalnem parku Yellowstone je več gejzirjev kot na vsem ostalem svetu skupaj, skoraj vsako leto pa odkrijejo še kakšnega novega. Najbolj znan izmed teh gejzirjev je Old Faithful ali »Stari zvesti«, ki izbruhne enkrat na 65-92 minut. Do sedaj je potrjeno izbruhnil že več kot 137.000 krat, preko interneta pa ga lahko opazujete neposredno preko spletne kamere. Še eden izmed pomembnih gejzirjev je Steamboat ali »Parnik«, ki ob izbruhu potisne vodo tudi do višine 120m, izbruhne pa enkrat na 4 dni do 50 let.

### Potresi
Več kakor 200 potresov letno nakazuje veliko aktivnost pod površjem. Ker Yellowstone leži nad vulkansko jamo s premerom 72 km in globoko okoli 10 km, je taka potresna dejavnost naravna, a zato nič bolj pomirjujoča.

## Favna

### Velike živali
V parku je veliko tipičnih »ameriških« živali. Med drugim tam živijo bizoni, volkovi, kojoti, grizliji, losi, orli in gorski levi. Zaradi velikega števila turistov so se upravitelji parka zbali, da bo prišlo do prevelikega stresa živali, zato so zgradili le redke in ozke ceste. Posledica tega je, da lahko zaradi kakšne živali, ki zatava blizu ceste, nastanejo zelo dolge kolone avtomobilov, ki onesnažujejo zrak, zadržujejo promet in stresno delujejo na živali.

### Statistika
Skupaj živi v parku več kot 400 vrst ptic, sesalcev, rib, dvoživk in plazilcev, od katerih je pet vrst zaščitenih, saj so ogrožene. Mnoge živijo le še v Yellowstoneu.

### Mikrobiologija
V parku pa so opazili še en izredno zanimiv in pomemben pojav v zvezi z favno. Ob vročih, slanih in kislih gejzirjih so namreč opazili bogate nanose (preproge) bakterij. S tem so dokazali, da so se sposobni organizmi prilagoditi na dosti bolj drastične življenjske pogoje, kot so domnevali pred tem. Tej ugotovitvi so sledile raziskave in presenečeni znanstveniki so našli žive organizme celo na notranjih straneh vulkanskih jam in ob podoceanskih izvirih vode z visoko vsebnostjo žvepla, ki ima ob izbruhu več kot 100 °C.

## Klima
Tudi klimatsko je Yellowstone zelo zanimiv. Izmerjene temperature segajo od -54 °C do 37 °C, pri čemer pa večina rek in potokov nikoli ne zamrzne, saj je temperatura vode zelo visoka.